# Nosan (biljni rod)
Nosan (lat. Crupina), biljni rod iz porodice glavočika. Rod se sastoji se od tri vrste jednogodišnjeg raslinja iz Europe, Azije i Sjeverne Afrike. 
U Hrvatskoj rastu dvije vrste, vunenasti i golasti nosan.

## Vrste
1. Crupina crupinastrum (Moris) Vis., vunenasti
2. Crupina intermedia (Mutel) Briq. & Cavill.
3. Crupina vulgaris (Pers.) Cass., golasti nosan